# Chansons du demi-siècle
Pour plus de détails, voir Fiche technique et Distribution.
Chansons du demi-siècle (Canzoni di mezzo secolo) est un film musical italien en six sketches réalisé par Domenico Paolella et sorti en 1952.
Avec presque 6,7 millions d'entrées en Italie à sa sortie, le film se place 3e du box-office Italie 1952.

## Fiche technique
- Titre original italien : Canzoni di mezzo secolo[1]
- Titre français : Chansons du demi-siècle ou Un demi-siècle de chansons[2]
- Réalisateur : Domenico Paolella
- Scénario : Oreste Biancoli, Dino Falconi (it), Antonio Ghirelli (it), Vinicio Marinucci (it), Giuseppe Patroni Griffi, Ettore Scola, Cesare Zavattini
- Photographie : Mario Damicelli, Marco Scarpelli (it)
- Musique : Carlo Rustichelli
- Décors : Mario Chiari
- Production : Angelo Mosco, Nicola Naracci, Carlo Infascelli, Giuseppe Amato
- Sociétés de production : Excelsa Film, Roma Film Produzione
- Pays de production :  Italie
- Langue originale : italien
- Format : Couleur par Ferraniacolor - 1,37:1 - Son mono - 35 mm
- Durée : 86 minutes
- Genre : Comédie et film musical
- Dates de sortie :
  - Italie : 1952 (visa délivré le 18 décembre 1952[1])
  - France : 8 août 1958[2]

## Distribution
- Cosetta Greco
- Marco Vicario
- Anna Maria Ferrero
- Maria Fiore
- Silvana Pampanini
- Carlo Dapporto
- Flora Mariel
- Franco Interlenghi
- Galeazzo Benti
- Renato Rascel
- Lauretta Masiero
- Renato Malavasi
- Olga Villi
- Lily Scaringi
- Mario Siletti
- Maria Pia Casilio
- Erno Crisa
- Carlo Hintermann
- Alida Cappellini
- Pina Gallini
- Achille Millo

## Chansons
Les chansons sur lesquelles sont basés les épisodes du film sont : Amore romantico, Ninì Tirabusciò, Scettico blu, Biondo corsaro, Yvonne, Ziki-Paki, Ziki-Pu, Lodovico, Biagio adagio, Stramilano, Vivere, Faccetta nera, Tornerai et Munasterio 'e Santa Chiara.